# Lejakärret
Lejakärret este o arie protejată (arie specială de conservare — SAC, sit de importanță comunitară — SCI) din Suedia întinsă pe o suprafață de 4,2 ha, integral pe uscat.

## Localizare
Centrul sitului Lejakärret este situat la coordonatele 59°38′46″N 15°04′33″E / 59.6461°N 15.0757°E.

## Înființare
Situl Lejakärret a fost declarat sit de importanță comunitară în iulie 2000 pentru a proteja 1 specie de plante și 1 specie de animale. Situl a fost protejat și ca arie specială de conservare în martie 2011.

## Biodiversitate
Situată în ecoregiunea boreală, aria protejată conține 1 habitat natural: Mlaștini alcaline.
La baza desemnării sitului se află mai multe specii protejate:
- plante (1): papucul doamnei (Cypripedium calceolus)
- nevertebrate (1): Hypodryas maturna